# Ungleichung von Hornich-Hlawka
Die Ungleichung von Hornich-Hlawka, manchmal auch nur als Ungleichung von Hlawka (engl. Hlawka's inequality) bezeichnet,  ist ein mathematischer Lehrsatz an der Schnittstelle zwischen den Teilgebieten der Linearen Algebra und der Funktionalanalysis. Die Ungleichung geht zurück auf die beiden österreichischen Mathematiker Hans Hornich und Edmund Hlawka und ist eine in allen Prähilberträumen gültige Verallgemeinerung der Dreiecksungleichung.

## Formulierung
Der Lehrsatz lässt sich wie folgt formulieren:
Gegeben sei ein Prähilbertraum {\displaystyle X}  über dem  Körper {\displaystyle \mathbb {K} } der reellen oder der komplexen Zahlen  mit der durch das zugehörige Skalarprodukt erzeugten Norm   {\displaystyle x\mapsto |x|={\sqrt {xx}}}    ({\displaystyle x\in X}).
Dann gilt:
 (I) Je  drei beliebige (nicht notwendig verschiedene)  Vektoren {\displaystyle a,b,c\in X}  erfüllen stets die Ungleichung
{\displaystyle |a+b|+|b+c|+|c+a|\leq |a|+|b|+|c|+|a+b+c|}. (Ungleichung von Hornich-Hlawka)
 (II) Die  Ungleichung von Hornich-Hlawka ergibt sich mit Hilfe der Dreiecksungleichung aus der folgenden Identität von Hlawka :
 {\displaystyle (|a|+|b|+|c|-|a+b|-|b+c|-|c+a|+|a+b+c|)(|a|+|b|+|c|+|a+b+c|)}
 {\displaystyle =}
 {\displaystyle (|a|+|b|-|a+b|)(|c|-|a+b|+|a+b+c|)}
 {\displaystyle +}
 {\displaystyle (|b|+|c|-|b+c|)(|a|-|b+c|+|a+b+c|)}
 {\displaystyle +}
 {\displaystyle (|c|+|a|-|c+a|)(|b|-|c+a|+|a+b+c|)}
 (III) Die Ungleichung von Hornich-Hlawka umfasst ihrerseits als Spezialfall die Dreiecksungleichung.

## Beweisskizzen
Schritt 1 –  Beweisskizze zu (II)
Die Identität von Hlawka gewinnt man durch Verifikation. Dazu werden  zunächst die Terme auf beiden Seiten der Identität unter Berücksichtigung des Distributivgesetzes ausmultiplziert. Nach Streichung beidseitig auftretender Terme sieht man, dass der Nachweis der zu zeigenden Identität  mit dem Nachweis der Identität
(H) {\displaystyle {|a|}^{2}+{|b|}^{2}+{|c|}^{2}+{|a+b+c|}^{2}={|a+b|}^{2}+{|b+c|}^{2}+{|c+a|}^{2}}
gleichwertig ist. Diese wiederum ergibt sich  mittels folgender Rechnung:
{\displaystyle {\begin{aligned}{|a+b+c|}^{2}&=aa+ab+ac+ba+bb+bc+ca+cb+cc\\&={|a|}^{2}+{|b|}^{2}+{|c|}^{2}+(ab+{\overline {ba}})+(ac+{\overline {ca}})+(bc+{\overline {cb}})\\&={|a|}^{2}+{|b|}^{2}+{|c|}^{2}+2\mathrm {Re} (ab)+2\mathrm {Re} (ac)+2\mathrm {Re} (bc)\\&={|a+b|}^{2}+({|c+a|}^{2}-{|a|}^{2})+({|b+c|}^{2}-{|b|}^{2}-{|c|}^{2})\\\end{aligned}}}
Schritt 2  – Beweisskizze zu (I)
Da im Falle  {\displaystyle c=0} die zu zeigende Ungleichung auf eine Gleichung hinausläuft, somit nichts zu zeigen ist, genügt es, den Beweis auf den Fall {\displaystyle c\neq 0} zu beschränken.
Hier nun berücksichtigt man, dass auf der rechten Seite der schon bewiesenen Identität von Hlawka  allein nichtnegative Summanden stehen, denn es gilt die Dreiecksungleichung und damit auch die Vierecksungleichung, weswegen sich alle beteiligten Terme innerhalb der rechtsseitig auftretenden Klammern als nichtnegativ erweisen. Als Folgerung hat man, dass auch das auf der linken Seite stehende Produkt nichtnegativ ist.
Weiter ist in Rechnung zu stellen, dass wegen {\displaystyle c\neq 0} stets
{\displaystyle |a|+|b|+|c|+|a+b+c|>0}
gilt. Also muss auch
{\displaystyle |a|+|b|+|c|-|a+b|-|b+c|-|c+a|+|a+b+c|\geq 0}
gelten und damit (I).
Schritt 3  – Beweisskizze zu (III)
Der Beweis ergibt sich durch zweifache Substitution. Dazu macht man für {\displaystyle x,y\in X}  die Setzung {\displaystyle a=c=y,b=x-y}, mit der sich
{\displaystyle 2|x|\leq |x+y|+|x-y|}
ergibt. Anschließend macht man für {\displaystyle u,v\in X}  die Setzung
{\displaystyle x={\frac {u+v}{2}},y={\frac {v-u}{2}}}, aus der schließlich
{\displaystyle |u+v|\leq |u|+|v|}
und damit die Dreiecksungleichung folgt.